# Ali Suliman
Ali Suliman (in arabo علي سليمان‎?, in ebraico עלי סלימאן‎?; Nazareth, 10 ottobre 1977) è un attore palestinese con cittadinanza israeliana.

## Carriera
Ha recitato in Paradise Now, che ha vinto il Golden Globe come miglior film straniero. Nel 2007, è apparso nel film The Kingdom al fianco di Jamie Foxx. Ha interpretato un avvocato in Lemon Tree (2008), il ruolo di Omar Sadiki in Body of Lies (2008), un giovane palestinese sfollato in The Time That Remains (2009), un medico in The Attack, Gulab in Lone Survivor (2013) e General Qamish in The Looming Tower (2018). Nel 2018, ha interpretato Mousa Bin Suleiman nella serie di thriller d'azione Amazon Video Jack Ryan.

## Filmografia parziale

### Cinema
- La sposa siriana (The Syrian Bride), regia di Eran Liklis (2004)
- Paradise Now, regia di Hany Abu-Assad (2005)
- The Kingdom, regia di Peter Berg (2007)
- Nessuna verità (Body of Lies), regia di Ridley Scott (2008)
- Il giardino di limoni - Lemon Tree (Etz Limon), regia di Eran Liklis (2008)
- Lone Survivor, regia di Peter Berg (2013)
- Viaggio da paura (From A to B), regia di Ali F. Mostafa (2014)
- ʿAravim roqdim, regia di Eran Liklis (2014)
- Cuori in volo (Flying Home), regia di Dominique Deruddere (2014)
- Zinzana, regia di Majid Al Ansari (2015)
- The Idol, regia di Hany Abu-Assad (2015)
- Il paradiso probabilmente (It Must Be Heaven), regia di Elia Suleiman (2019)
- Flash Drive, regia di Derviş Zaim (2020)
- 200 metri (200 ʾamtār), regia di Ameen Nayfeh (2020)
- Farha, regia di Darin J. Sallam (2021)
- Le nuotatrici (The Swimmers), regia di Sally El Hosaini (2022)
- Arthur the King - Insieme a ogni costo (Arthur the King), regia di Simon Cellan Jones (2024)
- G20, regia di Patricia Riggen (2025)

### Televisione
- The Promise, regia di Peter Kosminsky – miniserie TV (2011)
- Homeland - Caccia alla spia (Homeland) – serie TV, episodio 1x01 (2011)
- ISIS - Le reclute del male (The State), regia di Peter Kosminsky – miniserie TV, 3 puntate (2017)
- The Looming Tower, regia di John Dahl, Ali Selim, Michael Slovis e Craig Zisk – miniserie TV, 4 puntate (2018)
- Jack Ryan – serie TV, 8 episodi (2018)
- Prime Target, regia di Brady Hood – miniserie TV (2025)

## Doppiatori italiani
Nelle versioni in italiano delle opere in cui ha recitato, Ali Suliman è stato doppiato da:
- Francesco Sechi in Jack Ryan, Le nuotatrici, Prime Target, G20
- Franco Mannella in Nessuna verità, Arthur the King - Insieme  ad ogni costo
- Luigi Ferraro in Paradise Now
- Alberto Angrisano ne Il giardino di limoni - Lemon Tree
- Christian Iansante in 200 metri